# Herminia Ibarra
Herminia Ibarra (née le 2 février 1970 à La Havane) est une économiste cubaine, professeure à la London Business School.

## Enfance
Ibarra est née à Cuba dans les années 1970, et a obtenu master et doctorat en économie à l'Université Yale. Elle a enseigné pendant treize ans à la Harvard Business School.

## Carrière
Elle a été professeur de comportement organisationnel à l'INSEAD. Elle est membre du Conseil global journalier du Forum économique mondial et a reçu le prix du Livre d'affaires de l'année par le Financial Times et McKinsey. Elle a présidé le Comité de l'assistance de l'école d'affaires de Harvard et est incluse dans la liste des 50 gourous les plus influents du monde des entreprises,. Ibarra est Charles Handy Visiting Professor of Organisational Behaviour à la London Business School et Cora Chaired Professor of Leadership and Learning à l'INSEAD[incompréhensible].
Hautement considérée dans le monde de l'entreprise, elle a dirigé le programme Leadership Transition de l'école pour les managers qui souhaitent poursuivre des rôles plus large de leadership.

## Publications
Ibarra est une experte dans les domaines du développement professionnel et direction exécutive. Elle a écrit des articles pour la Harvard Business Review, Administrative Science Quarterly, Academy of Management Review, Academy of Management Journal et Sciences de l'organisation. Elle écrit pour le Wall Street Journal, le Financial Times et le New York Times.

## Livres
- Act Like a Leader, Think Like a Leader, Harvard Business Review Press, 10 février 2015, 200 p. (ISBN 978-1-4221-8412-7, lire en ligne)
- Working Identity : Unconventional Strategies for Reinventing Your Career, Harvard Business Press, 30 décembre 2013, 200 p. (ISBN 978-1-4221-8412-7, lire en ligne)